# Protogrypa
Protogrypa là một chi bướm đêm thuộc họ Cosmopterigidae.